# Black Rainbow
Pour plus de détails, voir Fiche technique et Distribution.
Black Rainbow est un film fantastique britannique de Mike Hodges, sorti en 1989.

## Synopsis
Martha Travis (jouée par Rosanna Arquette) est un médium qui prétend communiquer avec les personnes décédées. Mais un jour elle a une vision et prédit des décès qui n’ont pas encore eu lieu.

## Fiche technique
- Titre original : Black Rainbow
- Titre français : Black Rainbow
- Réalisation : Mike Hodges
- Scénario : Mike Hodges
- Musique :
- Décors :
- Costumes :
- Photographie :
- Montage :
- Production :
- Société de production : Goldcrest Films International
- Société de distribution :
- Budget :
- Pays d'origine :  Royaume-Uni
- Langue : Anglais
- Format : Couleurs
- Genre : fantastique
- Durée : 103 minutes
- Date de sortie : 1989
- Interdiction :

## Distribution
- Rosanna Arquette (VF : Brigitte Bergès) : Martha Travis
- Jason Robards (VF : Jacques Dacqmine) : Walter Travis
- Tom Hulce (VF : Luq Hamet) : Gary Wallace
- Mark Joy (VF : Hervé Jolly) : Lloyd Harley
- Ron Rosenthal (VF : Jean Violette) : Lieutenant Irving Weinberg
- John Bennes (VF : Jean Michaud) : Ted Silas